# Palazzago

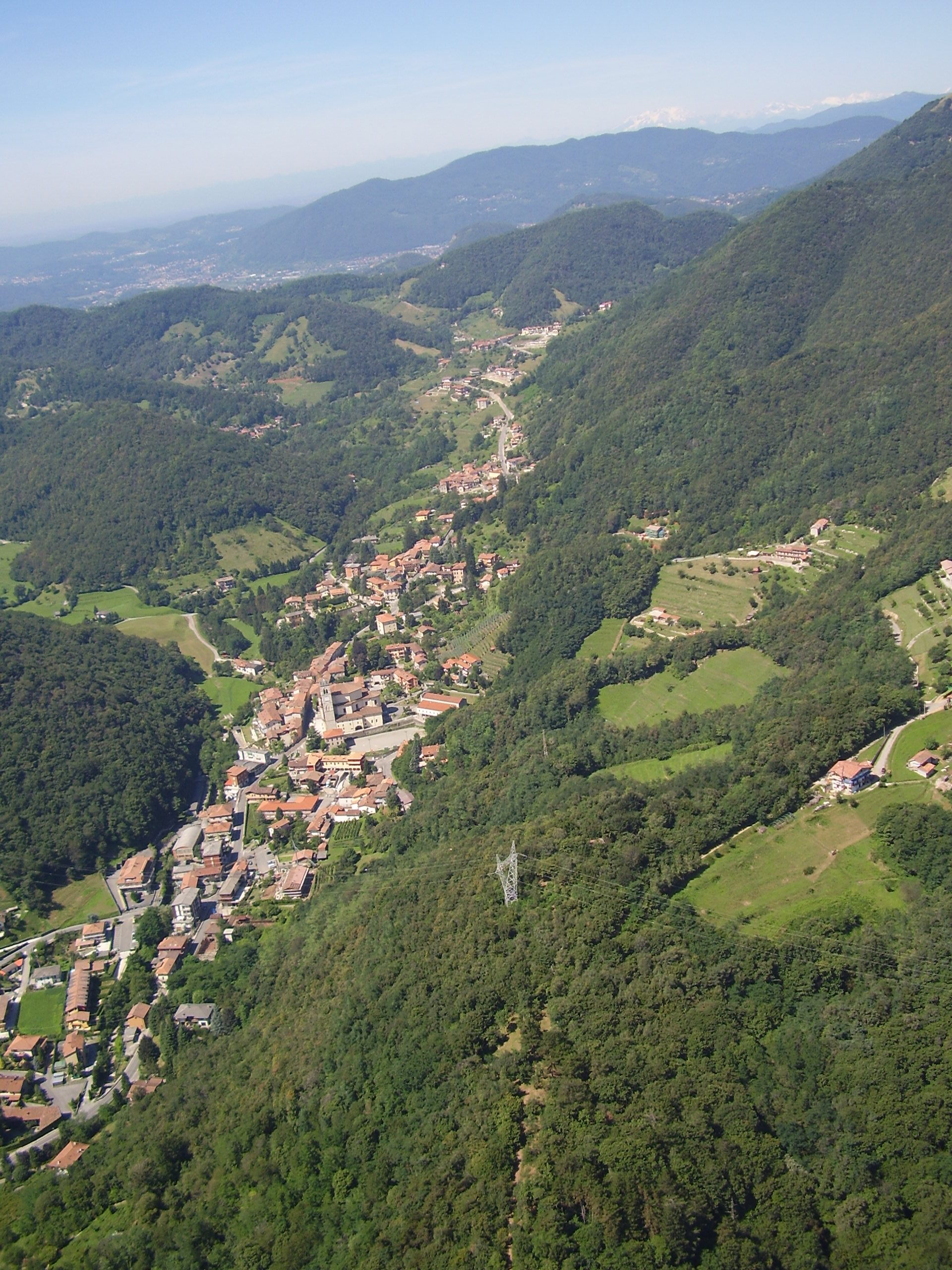
Panorama von Palazzago

Palazzago ist eine norditalienische Gemeinde (comune) mit 4555 Einwohnern (Stand 31. Dezember 2023) in der Provinz Bergamo in der Lombardei. Die Gemeinde liegt etwa 45 Kilometer nordöstlich von Mailand und etwa zwölf Kilometer nordwestlich der Provinzhauptstadt Bergamo.